# Сопов, Сергей Алексеевич
Серге́й Алексе́евич Со́пов (15 июля 1957, Верхнеуральск, Челябинская область, СССР) — советский и российский инженер ракетно-космической промышленности, основатель и первый руководитель Агентства космических исследований Республики Казахстан (1991–1993 гг.).
Генеральный директор государственной аэрокосмической компании «Коском» (1993–1995 гг.), генеральный директор корпорации «Пермские Моторы», генеральный директор компании «Авиализинг» (1996–2015 гг.), один из разработчиков ракеты-носителя «Днепр», генеральный директор компании ООО «С7 Космические транспортные системы» (S7 Space), руководитель проекта «Морской старт» (2015–2019 гг.), учредитель компании МТКС (Многоразовые транспортные космические системы).

## Биография
В 1979 году Сергей Сопов окончил Пермское высшее военное командно-инженерное училище по специальности «Автоматизированные системы управления и контроля ракетных комплексов».
После окончания училища проходил службу на космодроме «Байконур» на должностях инженера отделения испытания бортовых систем орбитальной станции «Алмаз», начальника отделения автоматизированной системы управления предстартовой подготовки РКН «Энергия», начальника лаборатории комплексных испытаний многоразовой транспортной космической системы «Энергия — Буран».
В 1987 году руководил заправкой ракеты-носителя «Энергия» во время её первого пуска с КА «СКИФ ДМ». 
В 1988 году Сергей Сопов руководил запуском орбитального корабля «Буран», являясь первым номером расчёта подготовки и пуска многоразовой транспортной космической системы «Энергия-Буран».
Во время участия в проекте, Сергеем Соповым была разработана методика подготовки к пуску Многоразовой Транспортной Космической Системы «Энергия — Буран».
Опыт, полученный Сергеем Соповым в проекте МТКС «Энергия — Буран», позволил ему увидеть перспективу и необходимость развития многоразовых транспортных космических систем для организации транспортных операций на орбите.
В 1991 году Сергей Сопов уезжает в Астану, где занимается созданием Агентства космических исследований Республики Казахстан и передачей Правительству функций распоряжения всеми основными ресурсами комплекса «Байконур». 
Сергей Сопов принимал непосредственное участие в организации передачи в 1995 году комплекса «Байконур» в аренду РФ
Сергей Алексеевич Сопов является учеником главного конструктора ракеты-носителя «Энергия» Бориса Ивановича Губанова. Также, совместно с Борисом Ивановичем Губановым, Сергей Сопов является автором проекта коммерческого космического комплекса системы «ТЕКОС», в последующем — РКК «Днепр», созданного на базе баллистических ракет Р-36М. В 2001–2002 годах Илон Маск пытался приобрести несколько таких ракет для своего проекта Mars Oasis. Однако, не сумев договориться о цене ракет, он приступил к созданию собственной компании по запуску, теперь известной как SpaceX. 
С момента организации Агентства космических исследований Республики Казахстан, Сергей Алексеевич Сопов начинает развивать идею создания международного проекта Космопорт «Байконур», организованного на базе космической инфраструктуры, не передаваемой в аренду РФ. Космопорт «Байконур» должен был стать частью Многоразовой Транспортной Космической Системы.
Вернувшись в Россию, в период с 1995 по 2015 год Сергей Сопов работал на должности генерального директора, а также являлся председателем совета директоров  корпорации «Пермские моторы», являющейся одной из ведущих компаний России по производству авиационных двигателей и комплектующих для космической техники. Одновременно с этим, Сергей Сопов создает и руководит компанией «Авиализинг», занимающейся техническим обслуживанием и продажами авиационной техники.
В 2016 году Сергей Сопов создаёт компанию «С7 Космические транспортные системы» и организует покупку ракетно-космического комплекса «Морской старт». Под руководством Сергея Сопова в «S7 Space» была разработана новая система эксплуатации объектов космодрома «Морской старт» в порту Лонг-Бич США.

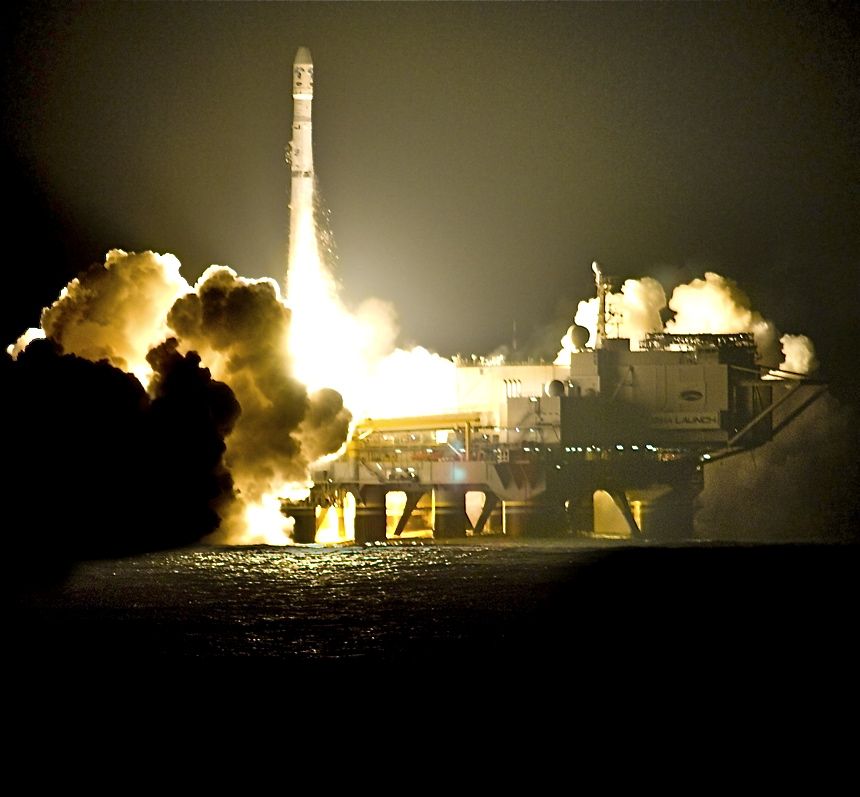
Запуск РН «Зенит» с платформы «Морской старт».

В декабре 2017 года под руководством Сергея Сопова частная компания S7 Space осуществила первый коммерческий запуск КА «Ангосат» на РН «Зенит» с космодрома «Байконур».
Одновременно с этим, Сергей Сопов начинает активно развивать проект создания Многоразовой Транспортной Космической Системы (МТКС), состоящей из наземной инфраструктуры, средств выведения, транспортного космического корабля, Орбитального космодрома (многофункционального транспортного хаба на орбите Земли) и орбитальных транспортных средств.
В 2017 году Сергеем Соповым разработана общая концепция проекта «Орбитальный Космодром, а в 2018 году — основные положения многоразовой транспортной космической системы, привязанной к космодрому Байконур. За эту работу Федерацией космонавтики России Сергей Сопов был награждён орденом им С. П. Королёва.
В качестве средств выведения МТКС нужна была более эффективная ракета, чем существующая Зенит. В связи с этим S7 Space начинает разработку своей собственной ракеты-носителя, получившей внутреннее обозначение «Союз-7», а также «Союз-7SL». Новая ракета должна была иметь многоразовую первую ступень, а также головной обтекатель.
Разработкой новой ракеты в S7 Space руководит главный конструктов средств выведения Игорь Сергеевич Радугин, ранее занимавшийся разработкой средств выведения в РКК «Энергия».
За разработку Многоразового Транспортного Космического Корабля в S7 Space взялся главный конструктор орбитальных комплексов Николай Альбертович Брюханов, ранее также занимавшийся в РКК «Энергия» созданием орбитальных станций и пилотируемых космических кораблей.
В 2019 году, чтобы сконцентрироваться на реализации проекта Многоразовой транспортной космической системы Сергей Сопов создает компанию ООО «МТКС». Компания под его руководством занимается разработкой многоразового грузового транспортного космического корабля «Арго» и кислород-метановой ракеты-носителя с многоразовой первой ступенью.
В 2020 году Госкорпорация «Роскосмос» и ООО МТКС подписали соглашение о сотрудничестве, предметом которого является создание многоразовой космической системы — в том числе для совместного продвижения услуг по доставке и возврату грузов на Международную космическую станцию (МКС).

## Награды
- Медаль СССР «За трудовое отличие»
- Медаль СССР «За безупречную службу»
- Юбилейная медаль «50 лет Победы в Великой Отечественной войне 1941—1945 гг.»
- Орден им С. П. Королёва Федерации Космонавтики РФ
- Медаль им С. П. Королёва Федерации Космонавтики РФ